# オマル・スレイマーン
オマル・マフムード・スレイマーン（アラビア語: عمر محمود سليمان, 1936年7月2日 - 2012年7月19日）は、エジプトの政治家、軍人。陸軍中将。エジプト・アラブ共和国副大統領や総合情報庁長官などの要職を歴任。第4代大統領として約30年にわたる長期政権を築いたホスニー・ムバーラクの側近の一人で、後継者とも目されていた。日本語メディアでは「オマル・スレイマン」と表記されることが多い。

## 経歴

### 軍歴と学歴
エジプト南部のケナに生まれる。1954年にカイロへ移り、士官学校で学ぶ。ソビエト連邦に留学し、モスクワのフルンゼ士官学校でも軍事教育を受けた。帰国後、北イエメン内戦、第三次中東戦争、第四次中東戦争などに従軍。1980年代には、アイン・シャムス大学やカイロ大学で政治学の教育を受ける。

### 総合情報庁長官として
1993年より総合情報庁長官に就任し、対外諜報・防諜、ムバーラク大統領の警護を担当する。また、本来の業務のほかに、ムバーラクの私的委任を受けてイスラエル・アメリカ合衆国・リビア・イランなどの対外政策も監督している。エジプトの対外政策において、スレイマーンはサウジアラビアを中東地域における競争相手と見て警戒している。
1990年代中盤からイスラエル・パレスチナ問題を管掌する。1997年1月、半官営社会団体である「カイロ ― 平和のために」を組織し、経済・科学分野におけるイスラエルとの関係発展に努める。2000年から2001年にかけて、イスラエルとパレスチナ間の武装衝突終結のための仲介者を務めた。2002年5月からパレスチナ自治政府の戦力機構の再編に従事した。
諜報機関と対外政策を統括するスレイマーンは、ムバーラクに重用された。フィナンシャル・タイムズやガーディアンが内部告発サイト「ウィキリークス」の情報をもとに報じたところによると、スレイマーンはムバーラクに極めて忠実で優秀なブレーンという人物像が浮かび上がってくるという。2006年5月、エジプトの米国大使館はスレイマーンについて、「高齢化するムバーラク大統領には、外交問題におけるオマル（スレイマーン）に匹敵する名相談役が内政に関して存在しない」と指摘し、別の公電ではスレイマーンの「洞察力と影響力」を称賛している。2009年1月の公電は、「スレイマンとアドリー（前内相）が大統領の政敵を寄せ付けない手段を講じており、大統領は心配で夜も眠れないことなど無い」としている。また、2005年4月の公電では、スレイマーンが米国側に対して、米軍を攻撃しているイラクのスンナ派アラブ人抵抗勢力とエジプト総合情報庁が連絡を取っているということを伝え、「米政府が同意するなら、もっと連絡を密にする用意がある」と提案していたといい、「驚くべき影響力」を特筆している。
スレイマーンは総合情報庁長官在任中、ムスリム同胞団の活動を危険視していた。ウィキリークスが公開した米国の公電によると、2005年11月のエジプト人民議会選挙で同胞団が躍進した際、スレイマーンはこれについて、「残念だ」と発言し、「同胞団は（テロ組織の）ジハード団やイスラム集団など11の原理主義組織を生んだ」「同胞団が最大の脅威であるのは、宗教を利用して大衆を動員するためだ」などと発言したとされ、米国政府はスレイマーンの「ムスリム同胞団嫌い」にも注目している。
世界各国の諜報機関の指導者と関係を維持し、特にCIA長官ジョージ・J・テネットとは密接な関係を築いた。

### 副大統領就任とムバーラク政権の崩壊
2011年1月に発生した反政府運動の高まりを受け、同年1月29日、スレイマーンは副大統領に任命された。ムバーラクの大統領任期では初めての副大統領であり、スレイマーンの副大統領任命を事実上の後継指名とする見解があった。2月10日にはムバーラクより大統領権限を移譲され、事実上の国家元首となったとされたが、翌2月11日にはムバーラクが大統領を辞任し、権限は軍最高評議会に移譲された。スレイマーンは国営放送でムバーラクの辞任を発表した後、副大統領を辞任した。
ムバーラクが辞任した2月11日以降、スレイマーンは一切公の場に姿を見せていなかったが、2012年4月、次期大統領選挙への出馬を発表。しかし立候補要件の一つである有権者の署名が一部の県で不足していたとして、選挙管理委員会により失格とされた。
同年7月19日、心臓治療のために入院していたアメリカ合衆国オハイオ州クリーブランドの病院において死去。76歳没。

## 人物
英語を自由に話す。イスラエル参謀本部諜報局の情報によれば、スレイマーンは実利的な思考を持ち、優れた実務派である。また、感情的に安定し、冷静、沈着な人物であるとされる。